# Bellocq
Bellocq település Franciaországban, Pyrénées-Atlantiques megyében. Lakosainak száma 911 fő (2022. január 1.). Bellocq Bérenx, Lahontan, Puyoô, Ramous és Salies-de-Béarn községekkel határos.

## Népesség
A település népességének változása:
| Lakosok száma | 897  | 892  | 904  | 906  | 908  | 909  | 913  | 912  | 911  |
|               | 2013 | 2015 | 2016 | 2017 | 2018 | 2019 | 2020 | 2021 | 2022 |